# Juan Acereto
Juan Acereto Manzanilla  (Mérida, Yuctatán; 29 de octubre de 1930-Mérida, 26 de octubre de 1991) fue un poeta, compositor y trovador mexicano.

## Biografía
Hijo de Crescencio Acereto Cortés y Angelina Manzanilla Lizama. Tuvo entre sus maestros a Florencio Acereto, Miguel Concha y Ventura Marrufo.
En 1954, con 24 años de edad, es cuando comenzó a estudiar la música yucateca. Fue presentado por Pastor Cervera (tío de la que sería su esposa, Irma Cervera) ante los miembros de la Sociedad Artística Ricardo Palmerín. Luego pasó a formar parte de esta, y conocería a compositores como Montes de Oca, Manolo López Ermilo "Chispas" Padrón y Santiago Manzanero, entre otros.
En 1958 formó parte del trío Trovadores del Mayab con Felipe Domínguez y Jorge Torre Ballote, posteriormente con Alfredo "Pixan" Gamboa. Este grupo se disolvió en 1964.
Luego grabó con las guitarras de los Caminantes un disco con canciones tradicionales yucatecas y otro con Pastor Cervera y Felipe Domínguez.
En 1974 participó en el Festival OTI con una canción titulada Canto para dos amantes, interpretada por Carmela y Rafael.
En 1976 Juan Acereto gana el primer lugar en el Festival de la Canción Yucateca de Cordemex, con la canción Donde nace el sol. acompañado por sus amigos del grupo de neofolclore : Alpasinche En esta época impartió recitales en la Universidad Nacional Autónoma de México y da conciertos en la sala Chopin de la Ciudad de México.
Su esposa, Irma Cervera Boldo y su hija Angelina Acereto Cervera, se han dedicado a recopilar sus canciones y poemas. También, junto con su hijo, Juan Acereto Cervera, se ha creado la Asociación Civil Juan Acereto.
En el año 2008 el Centro Cultural Mejorada de Yucatán pasó a llamarse con su nombre, en homenaje al artista.
Se encuentra enterrado en el Monumento a los Creadores de la Canción Yucateca. En la galería de compositores del Museo de la Canción Yucateca se encuentra su retrato.

## Intérpretes
Los intérpretes de Juan Acereto han sido Guadalupe Trigo, Amparo Ochoa, Yahal-kab, Los Montejo, José José, Marco Antonio Muñiz, Olga Guillot, Pedro Vargas, María Dolores Pradera, Daniel Riolobos, Salomé, Los Aragón,  Víctor Iturbe "El Pirulí", Carmela y Rafael, Manolo Muñoz, El Trío Calaveras, Alberto Vázquez, Los Tres Yucatecos, Trío San Miguel, Los Juglares,  entre muchos otros.

## Reconocimientos
- 1975 Medalla Guty Cárdenas por su trayectoria artística.[1]
- 1991 Medalla Yucatán, que se le entrega post mortem.[1]
- Cada año, se realiza en la ciudad de Mérida, Yucatán, en México, un homenaje a Juan Acereto, usualmente organizado por el Museo de la canción yucateca, Asociación Civil.

## Discografía
- 1958 Trovadores del Mayab (Juan Acereto, Jorge Torre y Felipe Domínguez Musart)
- 1962 Mujer, Yucatán te canta (Juan Acereto, Pastor Cervera y Felipe Domínguez)
- 1962 Juan Acereto... Su voz... Su inspiración. Boleros Románticos. Nuestra cita
- 1963 Trovadores del Mayab (Juan Acereto, Alfredo Gamboa y Felipe Domínguez Musart)
- 1964 Juan Acereto con las guitarras del trío "Los Caminantes" (Salvador Zapata, Carlos Perreira y José González Capistrano)
- 1966 Juan Acereto interpreta sus canciones Grabación particular realizada en la RCA Víctor para discos "Jaguar".  Juan Acereto y Carlos Medina Hadad "Cacho".
- 1968 Juan Acereto Grabación particular realizada en la RCA Víctor para discos "Jaguar" con orquesta Barroca. Arreglos de Magallanes.
- 1969 Juan Acereto Grabación particular, probablemente realizada en discos Cosmos.
- 1970 Amo la vida Grabación particular realizada en la RCA Víctor para discos "Jaguar".
- 1973 Canciones, Voz y Guitarra de Juan Acereto Grabación particular realizada en la RCA Víctor para discos "Jaguar".
- 1975 Grabación realizada en la RCA Víctor.
- 1977 Grabación realizada en la RCA Víctor.
- 1987 Juan Acereto, el mar y su guitarra Grabación realizada en Mérida Yucatán, para Discos Trova, S. A., patrocinado por el Instituto de Cultura de Yucatán, el Programa Cultural de las Fronteras y la Secretaría de Educación Pública.